# Demetri Psaltis
Demetri Psaltis (Grieks: Δημήτρης Ψάλτης) (1953) is een elektrisch ingenieur aan de École Polytechnique Fédérale de Lausanne (EPFL). Sinds 2007 is hij er decaan aan de faculteit Sciences et Technique de l'Ingénieur. Hij is er ook professor Bioengineering en Optics, en directeur van het Optics Laboratory. Hij is een van de stichters van de optofluidica, een veld dat microfluïdica combineert met optica.
Psaltis is auteur van meer dan 350 publicaties en redacteur van verschillende boeken. Hij heeft meer dan 60 octrooien op zijn naam, en had in 2015 een h-index van 58.

## Opleiding
Demetri Psaltis verkreeg de volgende graden aan de Carnegie Mellon Universiteit te Pittsburgh:
- B.Sc. elektrisch ingenieur (1974)
- B.Sc. economie (1974)
- M.Sc. elektrisch ingenieur (1975)
- Ph.D. elektrisch ingenieur (1977)

## Academische loopbaan
Van 1980 tot 2007 werkte Psaltis  aan Caltech, eerst als assistent-professor (1980–1985), dan als Associate Professor (1985–1990) en daarna als Full Professor. In deze periode bekleedde hij de volgende academische functies:
- Executive Officer for Computation and Neural Systems (1992–1996);
- Directeur van het National Science Foundation Center for Neuromorphic Systems Engineering (1996–1999);
- Thomas G. Myers Professor (1996–2007);
- Directeur van het DARPA Center for Optofluidic Integration (2004–2007).

Hij was ook visiting professor aan de Nationale Technische Universiteit van Athene (1991), Stanford-universiteit (1991) en het Massachusetts Institute of Technology (2003-04).
In 2007 verhuisde hij naar het Zwitserse Lausanne, waar hij aan de leiding kreeg over een faculteit binnen de EPFL.
Aanvankelijk was zijn onderzoek gericht op optical computing. Later verschoof hij zijn terrein naar de optofluidica.

## Andere functies
- Mede-oprichter en bestuursvoorzitter van Ondax, Inc. (2000-heden)
- Mede-oprichter van Holoplex
- Universiteitsadviseur van Diamondhead Ventures
- Directeur van de Society Of Photo-Optical Instrumentation Engineers (2013-heden)
- Optical Society of America Fellow
- IEEE Fellow[7]
- SPIE Fellow[8]

## Eretekens
- 2012: Emmett N. Leith Medal[9]
- 2006: Dennis Gabor Award van het SPIE[10]
- 2003: Humboldt Prize for Senior U.S. Scientists
- 2002: Space Act Award van de NASA
- 1989: ICO Prize for contributions in Optical Information Processing van de International Commission for Optics[11]